# جسمانی (مجموعه تلویزیونی)
جسمانی (انگلیسی: Physical) یک مجموعه تلویزیونی آمریکایی کمدی-درام است که توسط آنی ویزمن ساخته شده‌است و برای اولین بار از اپل تی‌وی پلاس در تاریخ ۱۸ ژوئن ۲۰۲۱ پخش شد.
در اوت ۲۰۲۱، قبل از پایان فصل اول این سریال، برای فصل دوم تمدید شد.

## داستان
داستان «جسمانی» در دهه ۱۹۸۰ اتفاق می‌افتد، «جسمانی» یک کمدی سیاه است که شیلا روبین (رز بیرن) را در سفر خود برای کشف خود از طریق ایروبیک دنبال می‌کند.

## بازیگران و شخصیت‌ها
- رز بیرن در نقش شیلا روبین
- روری اسکاول در نقش دنی روبین
- جفری آرند به عنوان جری
- پال اسپارکس در نقش جان بریم
- لو تیلور پاچی در نقش تایلر
- دلا سابا در نقش بانی کاظم
- دیردره فریل در نقش گرتا
- اشلی لیائو در نقش سیمونه
- ایان گومز در نقش ارنی

## قسمت‌ها
| شم. | عنوان                                 | کارگردان                  | نویسنده                                  | تاریخ پخش اصلی |
| --- | ------------------------------------- | ------------------------- | ---------------------------------------- | -------------- |
| ۱   | «بیایید این کار را انجام دهیم»        | کریگ گیلسپی               | آنی ویزمن                                | ۱۸ ژوئن ۲۰۲۱   |
| ۲   | «بیایید سیاسی شویم»                   | لیزا جانسون               | آنی ویزمن                                | ۱۸ ژوئن ۲۰۲۱   |
| ۳   | «بریم به کسب و کار برسیم»             | استفانی لینگ              | رزا هندلمن                               | ۱۸ ژوئن ۲۰۲۱   |
| ۴   | «بیایید مهمانی را شروع کنیم»          | لیزا جانسون               | جسیکا دیکی                               | ۲۵ ژوئن ۲۰۲۱   |
| ۵   | «بیایید موافقت کنیم تا مخالف باشیم»   | استفانی لینگ              | الکساندرا کانینگهام، آنی ویزمن، لکس ادنس | ۲ ژوئیه ۲۰۲۱   |
| ۶   | «بیایید آن را روی نوار بگیریم»        | استفانی لینگ              | لکس ادنس                                 | ۹ ژوئیه ۲۰۲۱   |
| ۷   | «بیایید این نمایش را در جاده ببینیم»  | استفانی لینگ              | آنی ویزمن                                | ۱۶ ژوئیه ۲۰۲۱  |
| ۸   | «اجازه ندهیم و بگوییم که انجام دادیم» | استفانی لینگ              | جاستین بونیلا                            | ۲۳ ژوئیه ۲۰۲۱  |
| ۹   | «بیایید با واقعیت‌ها روبرو شویم»       | استفانی لینگ              | رزا هندلمن                               | ۳۰ ژوئیه ۲۰۲۱  |
| ۱۰  | «بیایید با هم باشیم»                  | لیزا جانسون، استفانی لینگ | آنی ویزمن                                | ۶ اوت ۲۰۲۱     |

## تولید

### توسعه
در ژانویه ۲۰۲۰، گزارش شد که اپل در حال نزدیک شدن به سفارش سریال جسمانی است که توسط آنی ویزمن ساخته و نوشته شده‌است و استودیو فردا قرار است تولید کند. در دسامبر ۲۰۲۰، کریگ گیلسپی، لیزا جانسون و استفانی لینگ به عنوان کارگردانان این مجموعه معرفی شدند و گیلسپی قرار است قسمت آزمایشی را کارگردانی کند. این سریال نیم ساعته و شامل ده قسمت است.
در ۴ آگوست ۲۰۲۱، اپل تی‌وی پلاس سریال را برای فصل دوم تمدید کرد.

### انتخاب بازیگر
در ژانویه ۲۰۲۰، رز بیرن به عنوان تیتر فیزیکی گزارش شد. در دسامبر ۲۰۲۰، اعلام شد که برن نقش شیلا روبین را با بازی‌های پال اسپارکس، روی اسکاول، لو تیلور پاچی، دلا سابا، دیردره فریل و اشلی بازی می‌کند. جفری آرند در ژانویه ۲۰۲۱ با ایان گومز در آوریل ۲۰۲۱ به بازیگران پیوست.

### فیلمبرداری
فیلمبرداری فصل اول در نوامبر ۲۰۲۰ آغاز شد و در مارس ۲۰۲۱ به پایان رسید. فیلمبرداری فصل دوم در نوامبر ۲۰۲۱ آغاز شد و انتظار می‌رود در مارس ۲۰۲۲ به پایان برسد.

## انتشار
این سریال در تاریخ ۱۸ ژوئن ۲۰۲۱ در اپل تی‌وی پلاس به صورت جهانی پخش شد و سه قسمت اول بلافاصله در دسترس بود و بقیه به صورت هفتگی، هر جمعه پخش می‌شد.

## بازخورد
در راتن تومیتوز، این سریال بر اساس ۴۸ نقد منتقد، ۶۷٪ محبوبیت دارد، با میانگین امتیاز ۶٫۴۹/۱۰. اجماع انتقادی این وب‌سایت می‌گوید: «حتی یک اجرای مغناطیسی از رز برن نمی‌تواند فیزیکی را از رژه طاقت‌فرسا شخصیت‌های ناخوشایند و انتخاب‌های داستانی نجات دهد». در متاکریتیک، بر اساس ۲۱ منتقد، میانگین وزنی امتیاز ۶۰ از ۱۰۰ را دارد که نشان‌دهنده «بررسی‌های مختلط یا متوسط» است. مجله اینترنتی آلمانی «اشپیگل» خوشحال شد و به تفاوت بین استقبال آمریکایی‌ها و اروپایی‌ها اشاره کرد و گفت: «طنزهای اجتماعی بداخلاق به کیش بدن و جنون مصرف گرایانه برای لذت واقعی ما وارد می‌شود. منتقدان آمریکایی نسبتاً وحشت زده بودند - بدون هیچ دلیلی.